# Pierrot Lunaire

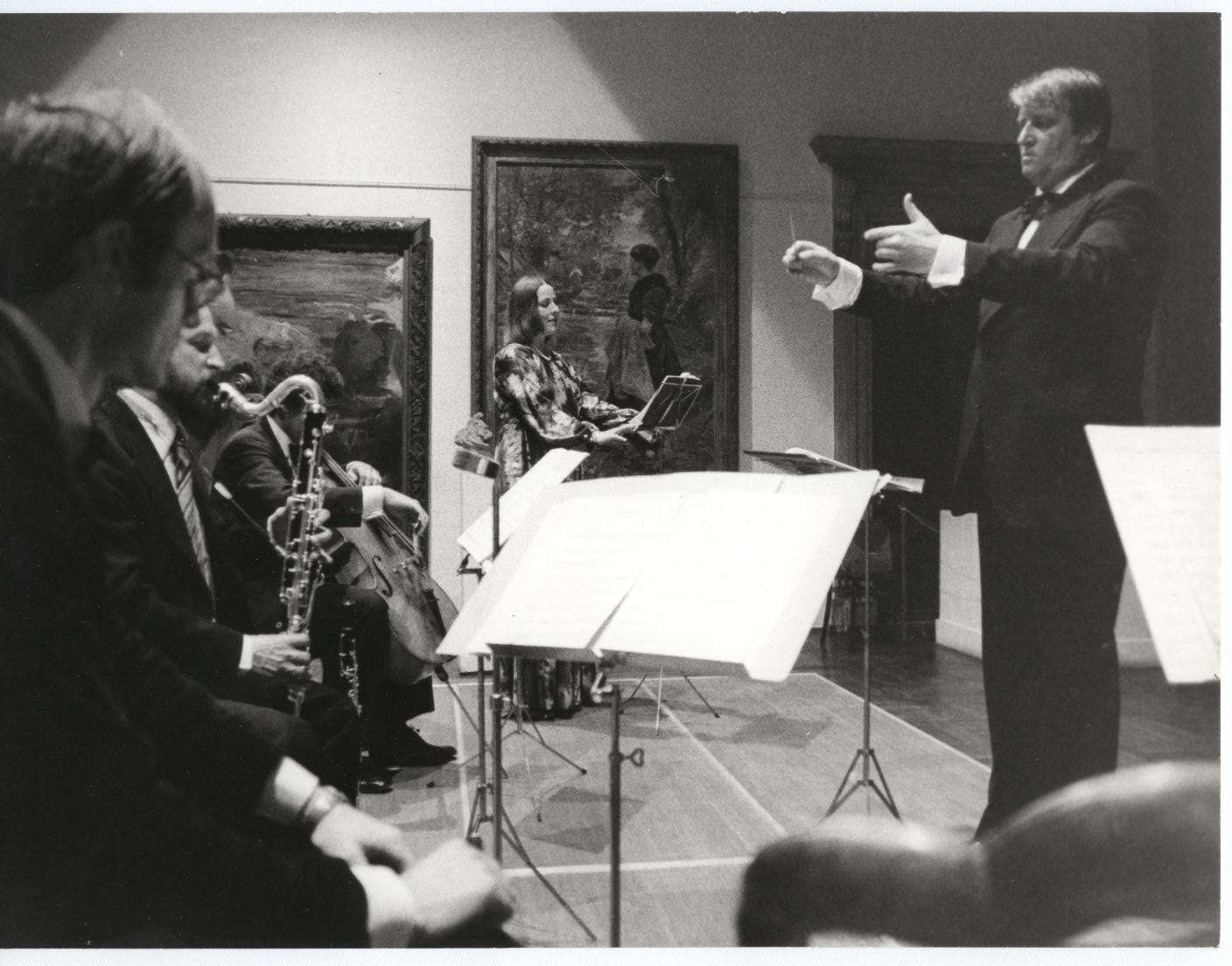
Schönberg, "Pierrot lunaire", Museu Ca' Pesaro/Veneza, 1975

Dreimal sieben Gedichte aus Albert Girauds 'Pierrot lunaire', ("três vezes sete poemas do 'Pierrot Lunaire' de Albert Giraud"), conhecido geralmente como Pierrot Lunaire ("Pierrot lunático" ou "Pierrot ao luar"), Op. 21, é um ciclo de canções composto por Arnold Schönberg. Foi feito com base num conjunto selecionado de 21 poemas da tradução alemão realizada por Erich Hartleben do ciclo de poemas homônimo escrito por Albert Giraud. A obra estreou no Berlin Choralion-saal em 16 de outubro de 1912, com Albertine Zehme como vocalista.
A composição foi feita em estilo atonal e a solista soprano canta os poemas em Sprechengesang.
No Brasil a obra foi recentemente performada em Belém do Pará, no teatro da Igreja Santo Alexandre, regida pela maestrina paraense Cibelle Jemina Donza, cantada por Marisa Brito e com direção cênica de Carlos Vera Cruz.